# 1990-es Formula–1 világbajnokság
Az 1990-es Formula–1-es szezon volt a 41. FIA Formula–1 világbajnoki szezon. 1990. március 11-től november 4-éig tartott, tizenhat futamon keresztül. Az egyéni világbajnoki címet második alkalommal Ayrton Senna szerezte meg, a konstruktőrit pedig sorozatban harmadszor a McLaren.
Ayrton Senna és Alain Prost csatáját harmadszor is csak tisztes távolból tudta követni a többi versenyző. Kettejük rossz viszonya miatt Prost a holtidényben a Ferrarihoz igazolt, helyet cserélve Gerhard Bergerrel. Felmerült, hogy a FISA elnökét az elmúlt évben történtek miatt csalással vádoló Sennát kizárják az 1990-es küzdelmekből, csak az első futam előtt nem sokkal jelentették be, hogy elindulhat a vb-n. Felváltva nyerték a futamokat Prosttal, a döntés az utolsó előtti, japán nagydíjra maradt. Akárcsak egy évvel korábban, most is összeütköztek, mindketten kiestek, és mivel a verseny előtt Senna állt jobban, ő lett a világbajnok. A harmadik helyen a Benettonnal versenyző Nelson Piquet zárt. A csapatok között ismét a McLaren bizonyult a legjobbnak, bár a második helyen végző Ferrari jóval közelebb került hozzá, mint bárki más az elmúlt években.

## Csapatok és versenyzők
A következő csapatok és versenyzők vettek rész az 1990-es világbajnokságban:
| Csapat                             | Konstruktőr               | Modell       | Motor                                 | Gumi | #  | Pilóta             | Teszt pilóták                  |
| ---------------------------------- | ------------------------- | ------------ | ------------------------------------- | ---- | -- | ------------------ | ------------------------------ |
| Scuderia Ferrari SpA               | Ferrari                   | 641          | Ferrari Tipo 036/037 3,5L V12         | G    | 1  | Alain Prost        | Gianni Morbidelli              |
| Scuderia Ferrari SpA               | Ferrari                   | 641          | Ferrari Tipo 036/037 3,5L V12         | G    | 2  | Nigel Mansell      | Gianni Morbidelli              |
| Tyrrell Racing Organisation        | Tyrrell-Ford              | 019          | Ford DFR 3,5L V8                      | P    | 3  | Nakadzsima Szatoru | Volker Weidler                 |
| Tyrrell Racing Organisation        | Tyrrell-Ford              | 019          | Ford DFR 3,5L V8                      | P    | 4  | Jean Alesi         | Volker Weidler                 |
| Canon Williams Team                | Williams-Renault          | FW13B        | Renault RS2 3,5L V10                  | G    | 5  | Thierry Boutsen    | Mark Blundell                  |
| Canon Williams Team                | Williams-Renault          | FW13B        | Renault RS2 3,5L V10                  | G    | 6  | Riccardo Patrese   | Mark Blundell                  |
| Motor Racing Developments Ltd.     | Brabham-Judd              | BT58 BT59    | Judd EV 3,5L V8                       | P    | 7  | David Brabham      | nem volt                       |
| Motor Racing Developments Ltd.     | Brabham-Judd              | BT58 BT59    | Judd EV 3,5L V8                       | P    | 7  | Gregor Foitek      | nem volt                       |
| Motor Racing Developments Ltd.     | Brabham-Judd              | BT58 BT59    | Judd EV 3,5L V8                       | P    | 8  | Stefano Modena     | nem volt                       |
| Footwork Arrows Racing             | Arrows-Ford               | A11 A11B     | Ford DFR 3,5L V8                      | G    | 9  | Michele Alboreto   | nem volt                       |
| Footwork Arrows Racing             | Arrows-Ford               | A11 A11B     | Ford DFR 3,5L V8                      | G    | 10 | Alex Caffi         | nem volt                       |
| Footwork Arrows Racing             | Arrows-Ford               | A11 A11B     | Ford DFR 3,5L V8                      | G    | 10 | Bernd Schneider    | nem volt                       |
| Camel Team Lotus                   | Lotus-Lamborghini         | 102          | Lamborghini LE3512 3,5L V12           | G    | 11 | Derek Warwick      | nem volt                       |
| Camel Team Lotus                   | Lotus-Lamborghini         | 102          | Lamborghini LE3512 3,5L V12           | G    | 12 | Martin Donnelly    | nem volt                       |
| Camel Team Lotus                   | Lotus-Lamborghini         | 102          | Lamborghini LE3512 3,5L V12           | G    | 12 | Johnny Herbert     | nem volt                       |
| Fondmetal Osella                   | Osella-Ford               | FA1M89 FA1ME | Ford DFR 3,5L V8                      | P    | 14 | Olivier Grouillard | nem volt                       |
| Leyton House Racing                | Leyton House-Judd         | CG901        | Judd EV 3,5L V8                       | G    | 15 | Maurício Gugelmin  | Bruno Giacomelli               |
| Leyton House Racing                | Leyton House-Judd         | CG901        | Judd EV 3,5L V8                       | G    | 16 | Ivan Capelli       | Bruno Giacomelli               |
| Automobiles Gonfaronaise Sportive  | AGS-Ford                  | JH24 JH25    | Ford DFR 3,5L V8                      | G    | 17 | Gabriele Tarquini  | nem volt                       |
| Automobiles Gonfaronaise Sportive  | AGS-Ford                  | JH24 JH25    | Ford DFR 3,5L V8                      | G    | 18 | Yannick Dalmas     | nem volt                       |
| Benetton Formula                   | Benetton-Ford             | B189B B190   | Ford HBA4 3,5L V8                     | G    | 19 | Alessandro Nannini | Johnny Dumfries Roberto Moreno |
| Benetton Formula                   | Benetton-Ford             | B189B B190   | Ford HBA4 3,5L V8                     | G    | 19 | Roberto Moreno     | Johnny Dumfries Roberto Moreno |
| Benetton Formula                   | Benetton-Ford             | B189B B190   | Ford HBA4 3,5L V8                     | G    | 20 | Nelson Piquet      | Johnny Dumfries Roberto Moreno |
| Scuderia Italia                    | Dallara-Ford              | F190         | Ford DFR 3,5L V8                      | P    | 21 | Emanuele Pirro     | Andrea Montermini              |
| Scuderia Italia                    | Dallara-Ford              | F190         | Ford DFR 3,5L V8                      | P    | 21 | Gianni Morbidelli  | Andrea Montermini              |
| Scuderia Italia                    | Dallara-Ford              | F190         | Ford DFR 3,5L V8                      | P    | 22 | Andrea de Cesaris  | Andrea Montermini              |
| SCM Minardi Team                   | Minardi-Ford              | M189 M190    | Ford DFR 3,5L V8                      | P    | 23 | Pierluigi Martini  | nem volt                       |
| SCM Minardi Team                   | Minardi-Ford              | M189 M190    | Ford DFR 3,5L V8                      | P    | 24 | Paolo Barilla      | nem volt                       |
| SCM Minardi Team                   | Minardi-Ford              | M189 M190    | Ford DFR 3,5L V8                      | P    | 24 | Gianni Morbidelli  | nem volt                       |
| Ligier Gitanes                     | Ligier-Ford               | JS33B        | Ford DFR 3,5L V8                      | G    | 25 | Nicola Larini      | Emmanuel Collard               |
| Ligier Gitanes                     | Ligier-Ford               | JS33B        | Ford DFR 3,5L V8                      | G    | 26 | Philippe Alliot    | Emmanuel Collard               |
| Honda Marlboro McLaren             | McLaren-Honda             | MP4/5B       | Honda RA109E 3,5L V10                 | G    | 27 | Ayrton Senna       | Jonathan Palmer Allan McNish   |
| Honda Marlboro McLaren             | McLaren-Honda             | MP4/5B       | Honda RA109E 3,5L V10                 | G    | 28 | Gerhard Berger     | Jonathan Palmer Allan McNish   |
| Espo Larrousse F1                  | Lola-Lamborghini          | LC89B LC90   | Lamborghini LE3512 3,5L V12           | G    | 29 | Éric Bernard       | nem volt                       |
| Espo Larrousse F1                  | Lola-Lamborghini          | LC89B LC90   | Lamborghini LE3512 3,5L V12           | G    | 30 | Szuzuki Aguri      | nem volt                       |
| Subaru Coloni Racing Coloni Racing | Subaru-Coloni Coloni-Ford | C3B C3C      | Subaru 1235 3,5L B12 Ford DFR 3,5L V8 | G    | 31 | Bertrand Gachot    | nem volt                       |
| Euro Brun Racing                   | EuroBrun-Judd             | ER189B       | Judd CV 3,5L V8                       | P    | 33 | Roberto Moreno     | nem volt                       |
| Euro Brun Racing                   | EuroBrun-Judd             | ER189B       | Judd CV 3,5L V8                       | P    | 34 | Claudio Langes     | nem volt                       |
| Monteverdi Onyx Formula            | Onyx-Ford                 | ORE-1 ORE-2  | Ford DFR 3,5L V8                      | G    | 35 | Stefan Johansson   | nem volt                       |
| Monteverdi Onyx Formula            | Onyx-Ford                 | ORE-1 ORE-2  | Ford DFR 3,5L V8                      | G    | 35 | Gregor Foitek      | nem volt                       |
| Monteverdi Onyx Formula            | Onyx-Ford                 | ORE-1 ORE-2  | Ford DFR 3,5L V8                      | G    | 36 | JJ Lehto           | nem volt                       |
| Life Racing Engines                | Life Life-Judd            | F190         | Life F35 3,5L W12 Judd CV 3,5L V8     | G    | 39 | Gary Brabham       | nem volt                       |
| Life Racing Engines                | Life Life-Judd            | F190         | Life F35 3,5L W12 Judd CV 3,5L V8     | G    | 39 | Bruno Giacomelli   | nem volt                       |

### Csapatváltozások
- A Rial és a Zakspeed csapatok visszaléptek a küzdelmektől.
- A March névadó szponzora, a Leyton House megszerezte a csapat tulajdonjogát, így ebben az évben már ezen a néven neveztek. A csapat hat sikertelen futam után kirúgta a főtervezőt, Adrian Newey-t.
- Benevezett a sportágba a Life, amely saját, szokatlan kivitelezésű, W12-es motorjával indult. Az egyébként is katasztrofálisan rosszul teljesítő csapat idény közben dobta a motort és helyette a Judd erőforrásaira váltott.
- A Lotus új motorpartnere a Lamborghini lett.
- A Coloni csapat eladta a többségi tulajdonát a Subarunak, és az idénybe az ő motorjukkal neveztek. A szokatlan kivitelű, a valóságban a Motori Moderni által gyártott 12 hengeres boxermotor nagyon gyenge volt, a kasztni pedig túlsúlyos, ezért idény közben a Subaru kiszállt, a Coloni tulajdonjogi helyzete is visszaállt, a szezont pedig Ford-motorokkal fejezték be.
- Az Onyx és az EuroBrun, habár megkezdték az idényt, szezon közben visszaléptek, ahogy megszűnt a Life csapat is.

### Pilótaváltozások
- Kilenc versenyző hagyta el a sportágat az idény kezdete előtt, köztük Eddie Cheever, valamint a visszavonuló René Arnoux.
- Alain Prost a Ferrarihoz igazolt, a helyére a McLaren éppen a Ferraritól igazolta le Gerhard Bergert.
- Nelson Piquet, akinek elege lett a Lotus sikertelenségéből, és amikor meghallotta, hogy a Lamborghinivel szerződik le a csapat, átigazolt a Benettonhoz. A Lotus másik pilótája, Nakadzsima  a Tyrrell csapathoz ment, Jonathan Palmer helyére, aki a McLaren tesztpilótája lett. A Lotus így egy teljesen új pilótafelállással, Derek Warwick-kel és Martin Donnellyvel kezdte meg az évet.
- Ebben az évben debütált Paolo Barilla a Minardinál, Claudio Langes az EuroBrunnál, és Gary Brabham a Life-nál.
- Kerékpárbaleset miatt Alex Caffinak ki kellett hagynia az első futamot, helyette Bernd Schneider rajtolt el.
- Miután Gary Brabham látta a Life csapat szenvedéseit, inkább otthagyta őket. A helyére az a Bruno Giacomelli ülhetett be, aki hét éve versenyzett a sportágban utoljára.
- A Brabham csapatnál mutatkozott be David Brabham, a csapat alapítójának, Jack Brabhamnek a fia. Az első két versenyen Gregor Foitek versenyzett helyette, aki ezután az Onyx pilótája lett, mert onnan kirúgták Stefan Johannsont.
- Gianni Morbidelli helyettesítette a BMS Scuderia Italiánál az első két versenyen Emanuele Pirrót, majd a Minardi utolsó két versenyén Paolo Barillát.
- Miután Martin Donnelly a spanyol nagydíjon horrorisztikus, a karrierjének is véget vető balesetet szenvedett, a helyére Johnny Herbert érkezett a Lotushoz.
- Az EuroBrun megszűnése után Roberto Moreno a Benettonhoz ment, miután Alessandro Nannini egy helikopterbalesetben súlyosan megsérült.

## Szabályváltozások
- Nagyobb visszapillantó tökröket kellett használnia a csapatoknak, mint korábban.
- A kormánykerék esetében követelmény lett, hogy gyorsan le lehessen választani.
- A sportbíróknak és az orvosi személyzetnek kötelezően részt kellett vennie mentési gyakorlatokon.

## A szezon menete
Az évad elején hat csapatnak kellett részt vennie prekvalifikáción: a két autót nevező Larrousse-nak, az AGS-nek és EuroBrunnak, valamint az egy autót nevező Osellának, Coloninak és Life-nak.

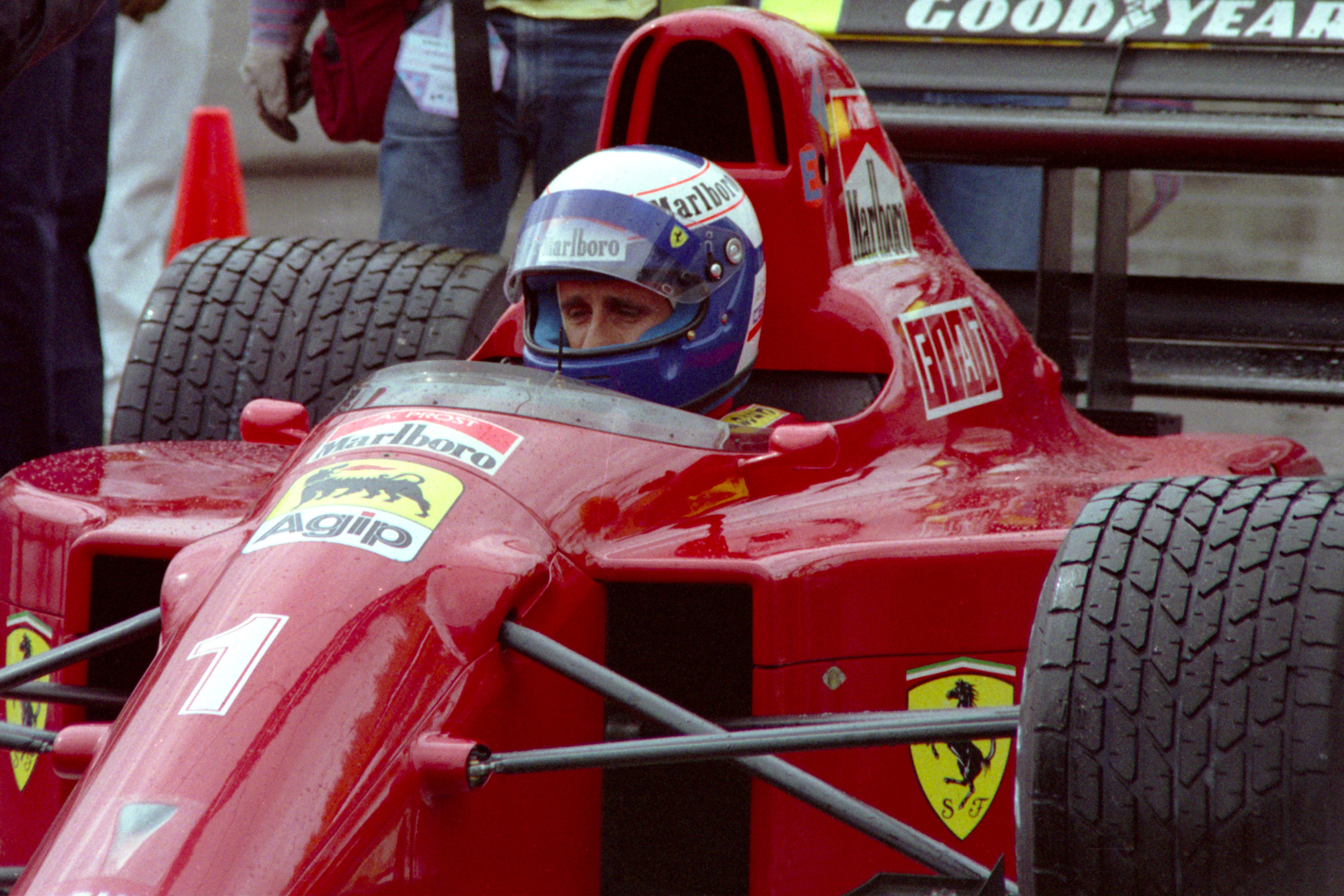
Alain Prost Phoenixben

Az első versenyt az Egyesült Államokban, Phoenixben tartották - azért hozták előre az időpontot, mert már az előző évben is nagy gondokat okozott a júniusi forróság. Az időmérő edzésen váratlan eső érkezett, amely ahhoz vezetett, hogy Gerhard Bergeré lett az első hely Pierluigi Martini Minardija, Andrea de Cesaris Dallarája és Jean Alesi Tyrrellje előtt. Senna az ötödik, Piquet a hatodik helyre kvalifikálta magát. A rajtnál a negyedik helyről induló Alesi vette át a vezetést Bergertől. Az osztrák lemaradt, majd visszaesett a mezőnyben. Senna megelőzte de Cesarist, míg Berger a 9. körben a falnak ütközött, emiatt ki kellett állnia szerelőihez. Visszatérése után kuplungprobléma miatt kiesett. Alesi már 8,2 másodperc előnnyel vezetett, de Senna ledolgozta hátrányát. A 34. kör első kanyarjában megelőzte, de a francia azonnal visszavette a vezető helyet. A brazil a következő körben ismét ugyanott előzte meg, és ezúttal meg is tudta tartani a vezetést, majd győzött. Mögöttük, Thierry Boutsen megelőzte Piquet-t a harmadik helyért, Stefano Modena ötödik, Nakadzsima hatodik lett.
A brazil futamot tíz év kihagyás után újra Interlagosban tartották meg, egy átépített, nyomvonalában is korrigált pályán. A rajtrácson Senna és Berger indult első sorból a két Williams és a két Ferrari előtt. A rajt után Senna vezetett Berger, Boutsen és Prost előtt. Boutsen hamar megelőzte Bergert, de Senna tempóját nem tudta tartani. A boxkiállásoknál Boutsen gumit és orrkúpot cserélt, így a tizenegyedik helyre esett vissza. A Ferrari-szerelők jó munkájának köszönhetően Prost a második helyre tért vissza. A 10 másodperccel vezető Senna a lekörözendő Nakadzsimának ütközött, emiatt ki kellett állnia a boxba. Prost tisztán győzött Berger, Senna és Mansell előtt.
Hat hét szünet következett, amely lehetőséget biztosított a csapatoknak arra, hogy módosítsanak autóikon, vagy éppen új modellekkel álljanak elő. San Marinóban a brazíliai időmérőhöz hasonló eredmény született: Senna indult Berger, Patrese, Boutsen előtt. Bár Senna megtartotta a rajtnál a vezetést, néhány kör után egy kő került a kerekébe, emiatt kicsúszott a kavicságyba és kiesett. Boutsen, miután a rajtnál megelőzte Patresét, majd a 2. körben Bergert, Senna kiesését követően átvette a vezetést, de motorja elfüstölt a 18. körben. Az élre Berger került, de Mansell elkezdte támadni a vezető helyért. A brit megpróbálta megelőzni Bergert, de megpördült. Ferrarija nem ütközött neki semminek, így Mansell nem veszített pozíciót sem, de hamarosan motorhiba miatt kiesett. A második boxkiállásoknál Nannini Prost elé került. Patrese utolérte Bergert, és az 51. körben megelőzte. Az olasz megtartotta vezető helyét, és győzött Berger, Nannini és Prost előtt. Az 1983-as dél-afrikai nagydíj óta ez volt az első győzelme.
Monacóban is Sennáé lett a pole Alain Prost Ferrarija és Jean Alesi Tyrrellje előtt. Az első körben Berger és Prost összeütközött és eltorlaszolták a pályát, emiatt megszakították a versenyt. A második rajt után is megmaradt az élen a Senna-Prost-Alesi sorrend. A 30. körben Prost elektronikai probléma miatt kiesett. Később Mansell hátulról nekiment Thierry Boutsen autójának, emiatt ki kellett hajtania a boxba. Senna győzött Alesi, Berger és Boutsen előtt.
A kanadai nagydíjon Senna és Berger McLarenje indult az első sorból, Prost a harmadik, Nannini a negyedik helyet szerezte meg. A rajt idején a pálya még nedves volt, Berger kiugrott a rajtnál, majd azonnal visszavett tempójából. Az osztrák 1 perces időbüntetést kapott, Senna állt az élre Nannini, Alesi és Prost előtt. Amikor a pálya száradni kezdett, mindenki kiállt a boxba. Miután Nannini visszatért a pályára, elütött egy mormotát és ismét ki kellett állnia javításra. A 22. körben kicsúszott és kiesett. Berger a pályán vezetett, de egyperces előnyre lett volna szüksége, hogy valóban nyerjen. Az osztrák egy másodperccel gyorsabb köröket futott mindenkinél. Boutsen kicsúszásával, majd Patrese kiesésével is egy helyet jött előre. Warwick után Prost Ferrariját (akit korábban Piquet és Mansell is megelőzött) is megelőzte, így a negyedik helyen végzett. Senna mellett Piquet és Mansell ért célba dobogós helyen.

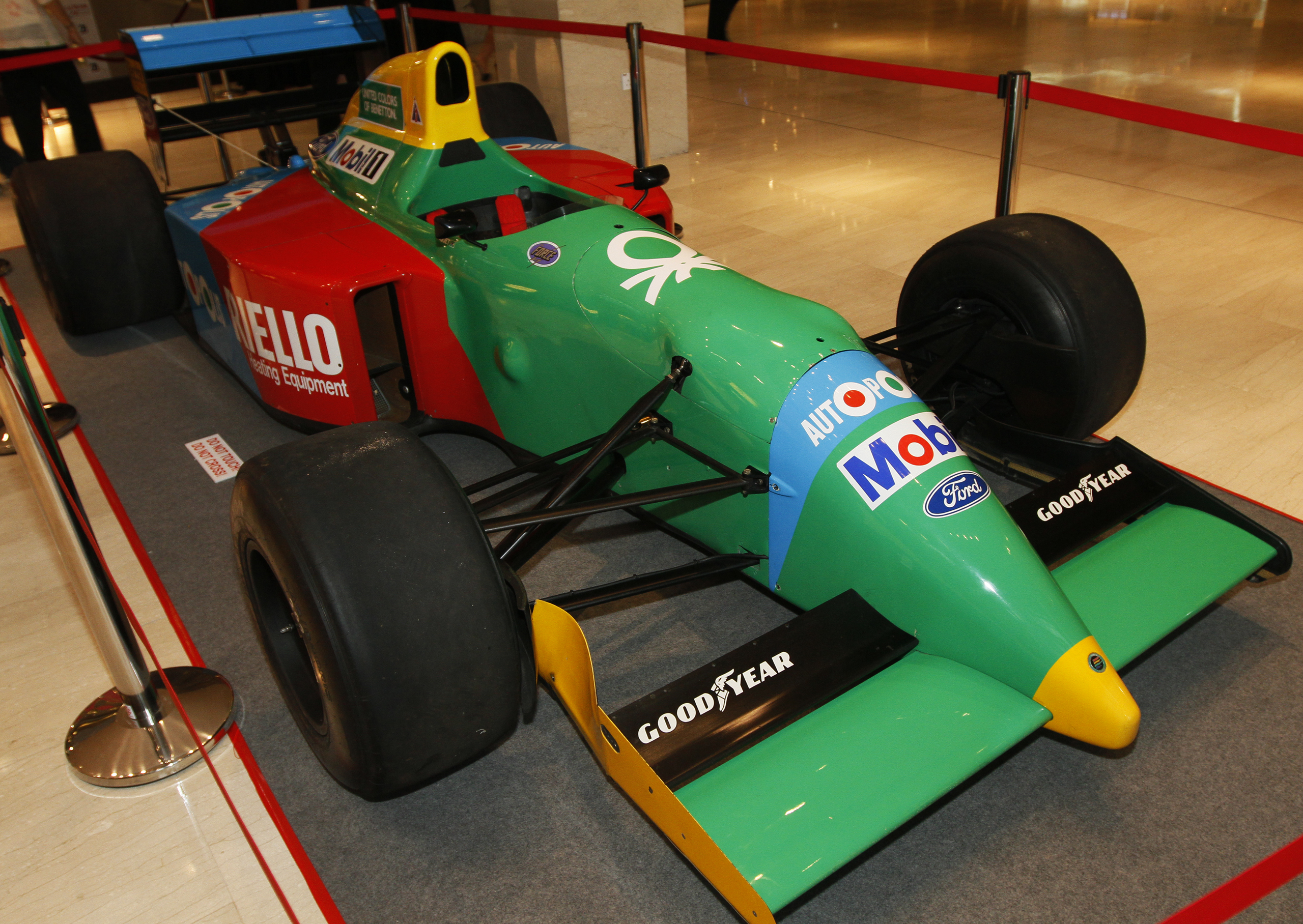
Benetton B190

Mexikóban Berger indult az első helyről, Riccardo Patrese, Senna és Mansell előtt. Prost csak a 13. helyet tudta megszerezni. Az élre Patrese állt, akit Senna és Berger követett. A 2. körben Senna megelőzte Patresét, majd csapattársa követte, így az élen a két McLaren haladt. A mezőny hátsó részében Prost rossz rajtpozíciójából indulva gyorsan küzdötte át magát a mezőnyön, míg Piquet a harmadik helyre jött fel. Berger korán kiállt új gumikért a 13. körben. Piquet így második lett, de Mansell megelőzte. Prost folytatta gyors felzárkózását, 15 körrel a verseny vége előtt megszerezte a második helyet Manselltől. A francia előtt már csak Senna haladt, aki gumiprobléma miatt lelassult. A brazil kockáztatott, és nem állt ki új gumikért, a 60. körben Prost megelőzte, majd 3 körrel később hátsó kereke felrobbant és kiesett. A második helyért Mansell és Berger folytatott küzdelmet. Mansell a külső íven előzte meg az osztrákot a nagyon gyors Peraltada kanyarban, így a Ferrari kettős győzelmet ünnepelhetett. Prost és Mansell mögött Berger, Nannini és Boutsen ért célba.
Franciaországban Mansell indult a pole-ból, Berger, Senna és Prost előtt. A rajtnál Berger elment Mansell mellett, Prost több helyet visszacsúszott. A 2. körben Senna megelőzte Mansellt, majd Bergert is, amikor az osztráknak gumiproblémái akadtak. Szinte az egész mezőny kiállt gumit cserélni a két Leyton House kivételével. A boxkiállások után Ivan Capelli vezetett Maurício Gugelmin, Prost, Nannini, Mansell és Senna előtt. Prost később megelőzte Gugelmint, aki később motorhiba miatt kiesett. Míg Prost Capellihez közeledett, Mansell megelőzte Nanninit. Miután a brit utolérte az élen haladókat motorhiba miatt kiállni kényszerült. Capelli az élen sikeresen védte pozícióját, de motorjával probléma akadt, ezért lelassult. Nannini a harmadik helyen autózott, de elektronikai hiba miatt kiesett. Prost a Ferrari 100. győzelmét szerezte meg, mögötte Capelli, Senna, Piquet, Berger és Patrese szerzett pontot.
A brit nagydíjon Mansell indult a pole-ból Senna és Berger McLaren-Hondája előtt. Senna már az első kanyarban élre állt. Mansell a 12. körben visszaelőzte a brazilt. Két kör múlva Senna megcsúszott, majd a boxba is kiállt, így a 10. helyre esett vissza. Mansell továbbra is maradt az élen, de a 22. körtől elektronikus sebességváltójával probléma akadt. A 31. körben Prost megelőzte Bergert a második helyért, majd a 43. körben Mansell problémáját kihasználva az élre állt. Mansell az 56. körben kiesett, mivel váltója teljesen tönkrement. Miután a brit visszasétált a boxba, az újságíróknak elmondta, hogy az év végén befejezi Formula–1-es pályafutását. Prost sorozatban harmadszorra győzött, ezzel átvette Sennától a pontverseny vezetését. Mellette Boutsen és Senna állt dobogóra.

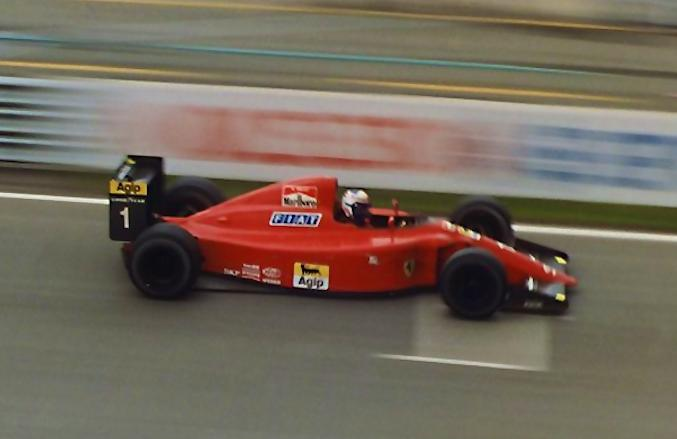
Alain Prost Kanadában

A német nagydíjjal elkezdődött a bajnokság második fele, a több alkalommal pontot szerző Larrousse csapatnak ezentúl nem kellett részt vennie az előkvalifikáción, míg a Ligier-nek ez szükséges lett. A futamot megelőzően megszűnt a Subaru és a Coloni partnerkapcsolata - a csapat Ford-Cosworth erőforrásokra váltott, továbbra sem nagy sikerrel. A McLareneké lett az első sor a Ferrarik és a Williamsek előtt. A rajt után is megmaradt a Senna, Berger, Prost, Mansell sorrend. A 11. körben Piquet Patresét próbálta előzni, de nem tudott a pályán maradni, így Nannini megelőzte. Három körrel később Mansell az Ostkurvében a füvön hajtott át. Bár nem veszített ezzel pozíciót, autója megsérült, két körrel később kiesett. Eközben Nannini megelőzte Patresét. Mivel a Williamsek és a Benettonok kiállás nélkül tervezték teljesíteni a futamot, Nannini vezetett Senna és Patrese előtt. Piquet motorhiba miatt kiesett, míg Patrese gumijai rossz állapotban voltak, ki kellett állnia kerékcserére. A 34. körben Senna megelőzte Nanninit, majd egyre növelte előnyét. Boutsent Prost, majd Patrese is megelőzte. Senna győzött Nannini, Berger és Prost előtt.
A magyar nagydíjon Williamsek alkották az első sort, Boutsen indult a pole-ból Patrese előtt. A rajt Bergernek sikerült a legjobban, Boutsen mögé jött fel. Senna Prosthoz hasonlóan visszaesett a rajtnál. A brazilnak a 21. körben sikerült megelőznie Alesit, de ekkor defekt miatt kiállt a boxba. Később Nannini és Prost is megelőzte Alesit, de Prost erőátviteli probléma miatt kiesett. Senna boxkiállása után gyorsan zárkózott fel az élen haladó öt autóra. Miután Berger, Mansell és Patrese is mögé került, a brazil Nanninit próbálta megelőzni a sikánnál a 64. körben. A két autó összeütközött. Míg Nannini a sóderágyban maradt, Senna továbbhajtott és utolérte Boutsent, de megelőzni nem tudta. A belga versenyző pályafutása harmadik győzelmét szerezte meg, Senna második, Piquet harmadik lett.
A belga nagydíj előtt a súlyos anyagi gondokkal küszködő, a legutóbbi futamokon már Monteverdi néven is szereplő Onyx visszalépett, így a két Ligier-nek nem kellett résztvennie az előkvalifikáción. Spában Senna indult az élről Berger, Prost és Boutsen előtt. Az első rajtnál Piquet kilökte Mansellt a pályáról, majd Nakadzsima és Modena ütközött össze. A megismételt rajtnál Paolo Barilla a falnak ütközött Minardijával és eltorlaszolta a pályát. Miután harmadszor is elrajtolt a mezőny, Senna megtartotta a vezetést Berger, Prost és Boutsen előtt. A 11. körben Mansell kiállt a boxba autója nehéz kezelhetősége miatt. 8 körre visszaállt, amikor a probléma még súlyosabbá vált és a brit kiállt. A 14. körben Prost megelőzte Bergert, aki ezután kiállt kerékcserére. Az élen haladó Senna és Prost között 2 másodperc volt a különbség és egyszer álltak ki a boxba. Nannini, aki nem tervezett kerékcserét, közéjük került. Patrese és Boutsen is váltóhiba miatt kiállt. Prost megelőzte Nanninit, Berger pedig a 41. körben került elé, amikor az olasz túl szélesen vette az egyik kanyart. Senna győzött Prost, Berger és Nannini előtt.
Az olasz nagydíjon ismét Senna szerezte meg a pole-t Prost, Berger és Mansell előtt. A rajtnál Berger elment Prost mellett, míg az ötödik helyről induló Alesi mindkét Ferrarit átugrotta. Warwick a Parabolica kanyarban durván balesetezett, ezért a rajtot meg kellett ismételni. Az új rajtnál Berger és Alesi ismét megelőzte a Ferrarikat, Senna megtartotta vezető helyét. Az 5. körben a harmadik helyen haladó Alesi kicsúszott és kiesett. Berger gumijai elkezdtek hólyagosodni, majd Prost meg is előzte. A boxkiállások során nem változott az élen haladók sorrendje. Az előző nagydíjhoz hasonlóan Senna győzött Prost és Berger előtt, Mansell negyedik lett.
Portugáliában a Ferrarik indultak az első sorból, Mansell-Prost sorrendben. Mögülük Senna és Berger indult. A rajtnál mindkét Ferrari visszaesett és a McLarenek kerültek az élre. Senna vezetett Berger, Mansell és Piquet előtt. A 13. körben Prost megelőzte Piquet-t, majd Mansell a fűre hajtott, így a harmadik helyre került a francia. Mansell és Berger hamarosan kiálltak a boxba, eközben Prost megelőzte Sennát és az élre került. Hamarosan ők ketten is kiálltak, ezután Senna vezetett Mansell, Berger és Prost előtt. Mansell az 50. körben megelőzte Sennát, így az élre állt. Phillipe Alliot lekörözésénél összeütköztek és a Ligier a falnak csapódott, míg Mansell sérülés nélkül továbbhaladt. Prost az 59. körben megelőzte Bergert. Két körrel később Szuzuki Aguri és Alex Caffi ütközött egymással. Mivel az autók eltorlaszolták a pályát, a versenyt leintették. Így Mansell győzött Senna, Prost és Berger előtt.

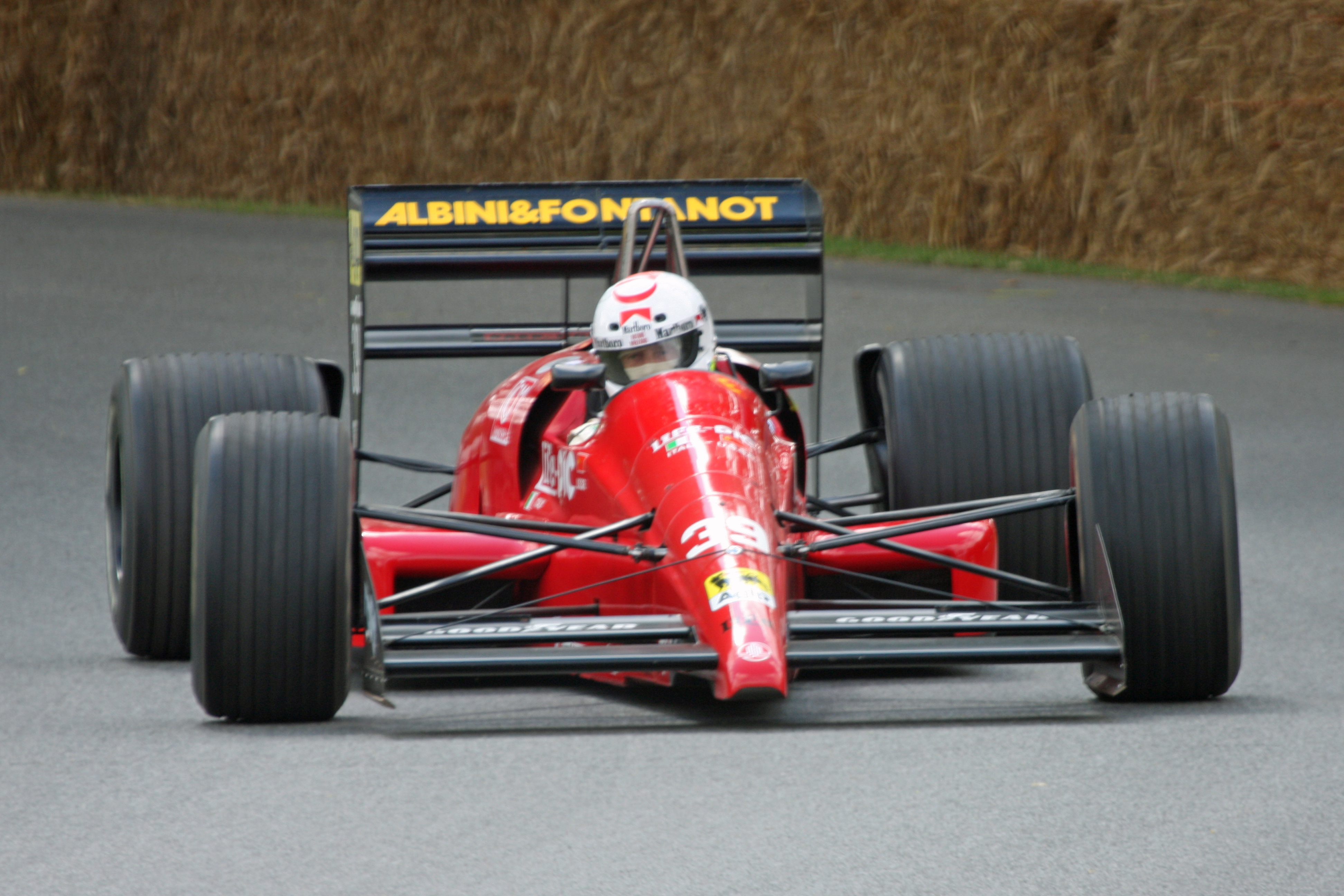
A Life csapat autója egyszer sem indult versenyen

A spanyol nagydíj versenyhétvégéje leginkább Martin Donnelly horrorisztikus balesetéről lett hírhedt. Az időmérő edzésen az északír pilóta Lotusában a felfüggesztés éppen a pály leggyorsabb kanyarjában adta meg magát, az autó pedig rögtön a falnak csapódott. Az ütközés erejétől a kasztni lényegében kettétört, Donnelly pedig az ülésével együtt továbbrepült, majd az aszfaltba csapódott. Nagyon súlyos sérüléseket szenvedett, sokáig az is kérdéses volt, hogy életben marad-e, de hosszú rehabilitációt követően végül felépült - karrierje mindenesetre véget ért. Senna pályafutása 50. pole-pozícióját szerezte Prost, Mansell és Alesi előtt. A rajt után a brazil megtartotta a vezetést, míg mögötte Patrese kiütötte Alesit, aki a kavicságyba került. A kiállások után Mansell megelőzte csapattársát, de elengedte, hogy Prost továbbra is esélyes legyen a bajnoki címre. Piquet vezetett Prost, Senna és Mansell előtt. Prost elkezdte támadni Piquet-t, aki hibázott és negyediknek esett vissza. Később Mansell megelőzte Sennát, így a Ferrari kettős győzelmet aratott. Piquet az akkumulátora, Senna a hűtője miatt esett ki. Berger Boutsent támadta a negyedik helyért, összeütköztek és az osztrák kicsúszott. Prost győzött Mansell, Nannini és Boutsen előtt. Ez a futam volt a búcsúhétvégéje a botrányosan rossz, és a prekvalifikációkon soha tovább nem jutó Life csapatnak.
A japán nagydíj előtt Nannini helikopter-balesetet szenvedett, amelyben elvesztette jobb alkarját, Habár vissza tudták varrni, sérülései miatt kénytelen volt befejezni Formula–1-es karrierjét. A Benettonnál Roberto Morenót ültették a helyére. Visszavonult a sportágtól az EuroBrun és a Life csapat, így a prekvalifikáció szükségtelenné vált. Az időmérésen Sennáé lett a pole Prost, Mansell és Berger előtt. Senna ennek ellenére nem volt boldog, mivel az első rajtkocka a pálya poros oldalán helyezkedett el. Jean-Marie Balestre, a FISA elnöke azonban megtagadta a változtatást. Senna ezek után úgy döntött, hogy ha Prost megpróbál elmenni mellette az első kanyarban, akkor azt semmiféleképpen sem fogja hagyni. Prost ezt nem tudta, és a rajt után elsőként ért az első kanyarba. Senna autójának bal oldala hozzáért Prost hátsó szárnyához, ezzel mindketten kicsúsztak a kavicságyba és kiestek a versenyből. A bajnoki cím sorsa így eldőlt, Senna javára - ugyan Senna csak 9 ponttal vezetett, és 9 pontot lehetett volna szerezni egy győzelemmel, még ha Prost meg is nyerte volna az utolsó versenyt, az akkori szabályok szerint csak a legjobb 11 eredményt számították be a végeredménybe, amivel Prost elvesztette volna a kanadai ötödik helyéért járó pontokat, és akkor 2 pont hátrányban lett volna.
A versenyt ezután Berger vezette Mansell, Piquet és Moreno előtt. A 2. kör elején Berger kicsúszott és kiesett, így Mansell vezetett a két Benetton előtt. A brit 15 másodperces előnnyel állt ki a boxba a 27. körben, majd tengelytörés miatt kiesett. Ezzel bebiztosította a konstruktőri címét a McLaren. A Benettonok és Szuzuki nem álltak ki. Patrese és Boutsen kerékcseréje után Szuzuki mögé érkeztek vissza. Piquet győzött Moreno előtt, így a Benetton kettős győzelmet szerzett, a japán Szuzuki Aguri a harmadik helyen ért célba a Larrousse-Lamborghinivel (ez volt a motorgyártó egyetlen dobogós helyezése a sportágban). Patrese negyedik, Boutsen ötödik, Nakadzsima hatodik lett.
Az utolsó versenyt Ausztráliában rendezték, ahol a McLarenek indultak az első sorból, Mansell és Prost Ferrarija előtt. Piquet megelőzte Alesit és Patresét a rajtnál, így az ötödik helyre jött fel, Senna, Berger, Mansell és Prost mögé. A 2. körben Mansell megelőzte Bergert. Miközben védte pozícióját, feltartotta Prostot, akit így Piquet megelőzött. A brazil hamarosan Bergert is megelőzte, míg Senna és Mansell elhúzott az élen. A 43. körben Mansell nem tudta bevenni az egyik kanyart. Senna a 62. körben váltóprobléma miatt a falnak ütközött és kiesett. A boxkiállások után Piquet vezetett Mansell, Berger és Prost előtt. Mansell hátrányát gyorsan csökkentette Piquet-vel szemben. A befutóig háromszor döntötte meg a pályarekordot, körönként két másodperccel csökkentette hátrányát. 4 körrel a leintés előtt Piquet hibázott, így Mansell szinte közvetlenül mögé ért. Mansell az utolsó körben, a hosszú egyenes végén megpróbálta megelőzni a brazilt, de nem sikerült neki. Piquet győzött Mansell, Prost és Berger előtt.
A szezon végén Senna lett a világbajnok 78 pontjával, a 71 pontos Prost és a 43 pontos Piquet előtt. A konstruktőri bajnokságot a McLaren nyerte 121 ponttal. A Ferrari 110, a Benetton 71 egységet szerzett.

## Futamok
| #   | Futam                | Időpont        | Helyszín                  | Győztes versenyző | Konstruktőr      | Riport |
| --- | -------------------- | -------------- | ------------------------- | ----------------- | ---------------- | ------ |
| 485 | amerikai nagydíj     | Március 11.    | Phoenix                   | Ayrton Senna      | McLaren-Honda    | Riport |
| 486 | brazil nagydíj       | Március 25.    | Interlagos                | Alain Prost       | Ferrari          | Riport |
| 487 | San Marinó-i nagydíj | Május 13.      | Imola                     | Riccardo Patrese  | Williams-Renault | Riport |
| 488 | monacói nagydíj      | Május 27.      | Monaco                    | Ayrton Senna      | McLaren-Honda    | Riport |
| 489 | kanadai nagydíj      | Június 10.     | Circuit Gilles Villeneuve | Ayrton Senna      | McLaren-Honda    | Riport |
| 490 | mexikói nagydíj      | Június 24.     | Hermanos Rodriguez        | Alain Prost       | Ferrari          | Riport |
| 491 | francia nagydíj      | Július 8.      | Paul Ricard               | Alain Prost       | Ferrari          | Riport |
| 492 | brit nagydíj         | Július 15.     | Silverstone               | Alain Prost       | Ferrari          | Riport |
| 493 | német nagydíj        | Július 29.     | Hockenheimring            | Ayrton Senna      | McLaren-Honda    | Riport |
| 494 | magyar nagydíj       | Augusztus 12.  | Hungaroring               | Thierry Boutsen   | Williams-Renault | Riport |
| 495 | belga nagydíj        | Augusztus 26.  | Spa-Francorchamps         | Ayrton Senna      | McLaren-Honda    | Riport |
| 496 | olasz nagydíj        | Szeptember 9.  | Monza                     | Ayrton Senna      | McLaren-Honda    | Riport |
| 497 | portugál nagydíj     | Szeptember 23. | Estoril                   | Nigel Mansell     | Ferrari          | Riport |
| 498 | spanyol nagydíj      | Szeptember 30. | Jerez                     | Alain Prost       | Ferrari          | Riport |
| 499 | japán nagydíj        | Október 21.    | Suzuka                    | Nelson Piquet     | Benetton-Ford    | Riport |
| 500 | ausztrál nagydíj     | November 4.    | Adelaide                  | Nelson Piquet     | Benetton-Ford    | Riport |

- Az amerikai nagydíj a júniusi időpontról az idény első helyére, márciusba került át.
- Tíz év után visszatért a brazil nagydíj Interlagosba, ahol átépítették a pályát.
- A kanadai nagydíjat a mexikói nagydíj elé tették.

December 8-9-én Bolognában rendeztek egy beltéri kupát is, amelyet Gianni Morbidelli nyert meg a Minardival.

## Bajnokság végeredménye

### Versenyzők
Pontozás:
| Helyezés | 1. | 2. | 3. | 4. | 5. | 6. | 7.-20. |
| -------- | -- | -- | -- | -- | -- | -- | ------ |
| Pont     | 9  | 6  | 4  | 3  | 2  | 1  | 0      |

A szabályok értelmében csak a legjobb 11 eredményt vették figyelembe az egyéni bajnokságban. A zárójelben látható pontszám azt mutatja, összesen mennyi pontot gyűjtött az adott versenyző, amennyiben több mint 11 pontszerzése volt.
| Helyezés | Versenyző          | USA | BRA | SMR | MON | CAN | MEX | FRA | GBR | GER | HUN | BEL | ITA | POR | ESP | JPN | AUS | Pont    |
| -------- | ------------------ | --- | --- | --- | --- | --- | --- | --- | --- | --- | --- | --- | --- | --- | --- | --- | --- | ------- |
| 1        | Ayrton Senna       | 1   | 3   | Ki  | 1   | 1   | 20  | 3   | 3   | 1   | 2   | 1   | 1   | 2   | Ki  | Ki  | Ki  | 78      |
| 2        | Alain Prost        | Ki  | 1   | 4   | Ki  | 5   | 1   | 1   | 1   | 4   | Ki  | 2   | 2   | 3   | 1   | Ki  | 3   | 71 (73) |
| 3        | Nelson Piquet      | 4   | 6   | 5   | Kiz | 2   | 6   | 4   | 5   | Ki  | 3   | 5   | 7   | 5   | Ki  | 1   | 1   | 43 (44) |
| 4        | Gerhard Berger     | Ki  | 2   | 2   | 3   | 4   | 3   | 5   | 14  | 3   | 16  | 3   | 3   | 4   | Ki  | Ki  | 4   | 43      |
| 5        | Nigel Mansell      | Ki  | 4   | Ki  | Ki  | 3   | 2   | 18  | Ki  | Ki  | 17  | Ki  | 4   | 1   | 2   | Ki  | 2   | 37      |
| 6        | Thierry Boutsen    | 3   | 5   | Ki  | 4   | Ki  | 5   | Ki  | 2   | 6   | 1   | Ki  | Ki  | Ki  | 4   | 5   | 5   | 34      |
| 7        | Riccardo Patrese   | 9   | 13  | 1   | Ki  | Ki  | 9   | 6   | Ki  | 5   | 4   | Ki  | 5   | 7   | 5   | 4   | 6   | 23      |
| 8        | Alessandro Nannini | 11  | 10  | 3   | Ki  | Ki  | 4   | 16  | Ki  | 2   | Ki  | 4   | 8   | 6   | 3   |     |     | 21      |
| 9        | Jean Alesi         | 2   | 7   | 6   | 2   | Ki  | 7   | Ki  | 8   | 11  | Ki  | 8   | Ki  | 8   | Ki  | NI  | 8   | 13      |
| 10       | Ivan Capelli       | Ki  | NK  | Ki  | Ki  | 10  | NK  | 2   | Ki  | 7   | Ki  | 7   | Ki  | Ki  | Ki  | Ki  | Ki  | 6       |
| 11       | Roberto Moreno     | 13  | NPK | Ki  | NK  | NK  | Kiz | NPK | NPK | NPK | NPK | NPK | NPK | NPK | NPK | 2   | 7   | 6       |
| 12       | Szuzuki Aguri      | Ki  | Ki  | Ki  | Ki  | 12  | Ki  | 7   | 6   | Ki  | Ki  | Ki  | Ki  | 14  | 6   | 3   | Ki  | 6       |
| 13       | Éric Bernard       | 8   | Ki  | 13  | 6   | 9   | Ki  | 8   | 4   | Ki  | 6   | 9   | Ki  | Ki  | Ki  | Ki  | Ki  | 5       |
| 14       | Derek Warwick      | Ki  | Ki  | 7   | Ki  | 6   | 10  | 11  | Ki  | 8   | 5   | 11  | Ki  | Ki  | Ki  | Ki  | Ki  | 3       |
| 15       | Nakadzsima Szatoru | 6   | 8   | Ki  | Ki  | 11  | Ki  | Ki  | Ki  | Ki  | Ki  | Ki  | 6   | NI  | Ki  | 6   | Ki  | 3       |
| 16       | Alex Caffi         |     | Ki  | NK  | 5   | 8   | NK  | Ki  | 7   | 9   | 9   | 10  | 9   | 13  |     | 9   | NK  | 2       |
| 17       | Stefano Modena     | 5   | Ki  | Ki  | Ki  | 7   | 11  | 13  | 9   | Ki  | Ki  | 17  | Ki  | Ki  | Ki  | Ki  | 12  | 2       |
| 18       | Maurício Gugelmin  | 14  | NK  | Ki  | NK  | NK  | NK  | Ki  | NI  | Ki  | 8   | 6   | Ki  | 12  | 8   | Ki  | Ki  | 1       |
| 19       | Nicola Larini      | Ki  | 11  | 10  | Ki  | Ki  | 16  | 14  | 10  | 10  | 11  | 14  | 11  | 10  | 7   | 7   | 10  | 0       |
| 20       | Martin Donnelly    | Ki  | Ki  | 8   | Ki  | Ki  | 8   | 12  | Ki  | Ki  | 7   | 12  | Ki  | Ki  | NI  |     |     | 0       |
| 21       | Pierluigi Martini  | 7   | 9   | NI  | Ki  | Ki  | 12  | Ki  | Ki  | Ki  | Ki  | 15  | Ki  | 11  | Ki  | 8   | 9   | 0       |
| 22       | Gregor Foitek      | Ki  | Ki  | Ki  | 7   | Ki  | 15  | NK  | NK  | Ki  | NK  |     |     |     |     |     |     | 0       |
| 23       | Philippe Alliot    | Kiz | 12  | 9   | Ki  | Ki  | 18  | 9   | 13  | Kiz | 14  | NK  | 13  | Ki  | Ki  | 10  | 11  | 0       |
| 24       | Michele Alboreto   | 10  | Ki  | NK  | NK  | Ki  | 17  | 10  | Ki  | Ki  | 12  | 13  | 12  | 9   | 10  | Ki  | NK  | 0       |
| 25       | Yannick Dalmas     | NPK | Ki  |     | NPK | NPK | NPK | 17  | NPK | NK  | NK  | NK  | Ki  | Ki  | 9   | NK  | NK  | 0       |
| 26       | Emanuele Pirro     |     |     | Ki  | Ki  | Ki  | Ki  | Ki  | 11  | Ki  | 10  | Ki  | Ki  | 15  | Ki  | Ki  | Ki  | 0       |
| 27       | Andrea de Cesaris  | Ki  | Ki  | Ki  | Ki  | Ki  | 13  | NI  | Ki  | NK  | Ki  | Ki  | 10  | Ki  | Ki  | Ki  | Ki  | 0       |
| 28       | Paolo Barilla      | Ki  | Ki  | 11  | Ki  | NK  | 14  | NK  | 12  | Ki  | 15  | Ki  | NK  | NK  | NK  |     |     | 0       |
| 29       | Jyrki Järvilehto   | NK  | NK  | 12  | Ki  | Ki  | Ki  | NK  | NK  | Ki  | NK  |     |     |     |     |     |     | 0       |
| 30       | Bernd Schneider    | 12  |     |     |     |     |     |     |     |     |     |     |     |     | NK  |     |     | 0       |
| 31       | Olivier Grouillard | Ki  | Ki  | Ki  | NK  | 13  | 19  | NPK | NK  | NK  | NPK | 16  | Ki  | NK  | Ki  | NK  | 13  | 0       |
| 32       | Gabriele Tarquini  | NPK | NPK | NPK | NPK | NPK | NPK | NK  | Ki  | NPK | 13  | NK  | NK  | NK  | Ki  | NK  | Ki  | 0       |
| 33       | Gianni Morbidelli  | NK  | 14  |     |     |     |     |     |     |     |     |     |     |     |     | Ki  | Ki  | 0       |
| 34       | David Brabham      |     |     | NK  | Ki  | NK  | Ki  | 15  | NK  | Ki  | NK  | Ki  | NK  | Ki  | NK  | Ki  | Ki  | 0       |
| —        | Johnny Herbert     |     |     |     |     |     |     |     |     |     |     |     |     |     |     | Ki  | Ki  | 0       |
| —        | Bertrand Gachot    | NPK | NPK | NPK | NPK | NPK | NPK | NPK | NPK | NPK | NPK | NK  | NK  | NK  | NK  | NK  | NK  | 0       |
| —        | Claudio Langes     | NPK | NPK | NPK | NPK | NPK | NPK | NPK | NPK | NPK | NPK | NPK | NPK | NPK | NPK |     |     | 0       |
| —        | Bruno Giacomelli   |     |     | NPK | NPK | NPK |     |     |     |     |     |     | NPK | NPK | NPK |     |     | 0       |
| —        | Stefan Johansson   | NK  | NK  |     |     |     |     |     |     |     |     |     |     |     |     |     |     | 0       |
| —        | Gary Brabham       | NPK | NPK |     |     |     |     |     |     |     |     |     |     |     |     |     |     | 0       |
| Helyezés | Versenyző          | USA | BRA | SMR | MON | CAN | MEX | FRA | GBR | GER | HUN | BEL | ITA | POR | ESP | JPN | AUS | Pont    |

### Konstruktőrök
| Helyezés | Konstruktőr       | Modell       | Motor            | Gumi | Győzelem | Dobogós hely | Pole | Leggy. kör | Pont |
| -------- | ----------------- | ------------ | ---------------- | ---- | -------- | ------------ | ---- | ---------- | ---- |
| 1        | McLaren-Honda     | MP4/5B       | Honda RA109E     | G    | 6        | 18           | 12   | 5          | 121  |
| 2        | Ferrari           | 641          | Ferrari 036      | G    | 6        | 14           | 3    | 5          | 110  |
| 3        | Benetton-Ford     | B189B B190   | Ford HBA4        | G    | 2        | 8            |      | 1          | 71   |
| 4        | Williams-Renault  | FW13B        | Renault RS2      | G    | 2        | 4            | 1    | 5          | 57   |
| 5        | Tyrrell-Ford      | 018 019      | Ford DFR         | P    |          | 2            |      |            | 16   |
| 6        | Lola-Lamborghini  | LC89B LC90   | Lamborghini 3512 | G    |          | 1            |      |            | 11   |
| 7        | Leyton House-Judd | CG901        | Judd EV          | G    |          | 1            |      |            | 7    |
| 8        | Lotus-Lamborghini | 102          | Lamborghini 3512 | G    |          |              |      |            | 3    |
| 9        | Arrows-Ford       | A11 A11B     | Ford DFR         | G    |          |              |      |            | 2    |
| 10       | Brabham-Judd      | BT58 BT59    | Judd EV          | P    |          |              |      |            | 2    |
| 11       | Onyx-Ford         | ORE-1 ORE-2  | Ford DFR         | G    |          |              |      |            |      |
| 12       | Ligier-Ford       | JS33B        | Ford DFR         | G    |          |              |      |            |      |
| 13       | Osella-Ford       | FA1M89 FA1ME | Ford DFR         | P    |          |              |      |            |      |
| 14       | Life              | F190         | Life F35 Judd CV | G    |          |              |      |            |      |
| 15       | Euro Brun-Judd    | ER189B       | Judd CV          | P    |          |              |      |            |      |
| 16       | Dallara-Ford      | F190         | Ford DFR         | P    |          |              |      |            |      |
| 17       | Coloni-Ford       | C3C          | Ford DFR         | G    |          |              |      |            |      |
| 18       | Coloni-Subaru     | C3B          | Subaru 1235      | G    |          |              |      |            |      |
| 19       | AGS-Ford          | JH24 JH25    | Ford DFR         | G    |          |              |      |            |      |
| 20       | Minardi-Ford      | M189 M190    | Ford DFR         | P    |          |              |      |            |      |

## Videók
- A szezon összefoglalója. YouTube [halott link]